# Общество Данте Алигьери
О́бщество Да́нте Алигье́ри (итал. Società Dante Alighieri, сокращённо La Dante) — итальянская организация, которая занимается продвижением итальянской культуры за рубежом. Имеет примерно 450 отделений в 60 странах. Названо в честь итальянского поэта Данте Алигьери.
Занимается поддержкой изучения итальянского языка, финансирует проведение лекций и работу библиотек, распространяет публикации. Является членом Объединения институтов культуры стран Европейского союза.

## История
В 1889 году был опубликован манифест об основании общества, написанный итальянским поэтом Джузеппе Кьярини. Манифест подписали 150 человек, 80 из которых были членами Итальянского парламента, причём самой разной политической направленности.
Среди основателей общества были Джозуэ Кардуччи, Джакомо Венециан, Сальваторе Барзилай, Менотти Гарибальди и другие, часть основателей была изгнанниками из Триеста.
Общество было создано на 4 года раньше, чем Альянс Франсез, и тем самым является старейшим учреждением по продвижению национальной культуры. Общество было создано как частная организация, но при этом тесно связанная с государством.
Изначальной целью общества была защита итальянского языка на территориях под властью Австро-Венгрии. У деятельности общества было две стороны, культурная и политическая: общество проводило языковые курсы и культурные мероприятия, помогало итальянцам за рубежом и поддерживало национальных дух среди них, но также было тесно связано с Итальянским ирредентизмом, движением за присоединение частью территорий Австро-Венгрии к Итальянскому королевству.
Спустя некоторое время Общество стало работать и в других регионах, в том числе с итальянскими мигрантами.
В 1920-х годах фашистское правительство Бенито Муссолини начало использовать Общество Данте Алигьери как инструмент пропаганды. Общество продвигало фашистскую идеологию под видом культурных мероприятий (лекций, обсуждений, публикаций), в том числе в странах вроде США, где это официально не было разрешено. Общество потеряло независимость от государства и перешло под контроль Совета министров Италии.
После начала Второй мировой войны общество столкнулось с финансовыми трудностями и потерей контакта с большинством зарубежных отделений. После войны общество привлекло внимание как своим сотрудничеством с фашистским правительством, так и ранними связями с ирредентизмом. Общество отказалось от политической составляющей, а также сменило название Национального общества Данте Алигьери (итал. Società nazionale Dante Alighieri) на нынешнее.
В 1989 году, к столетию со дня основания, итальянское правительство объявило общество частью Национальной комиссии по продвижению итальянской культуры за рубежом.